# Alan Gardner (1er baron Gardner)
Pour les articles homonymes, voir Alan Gardner.
Alan Gardner, 1er baron Gardner, né le 12 février 1742 à Uttoxeter et mort le 1er janvier 1809, est un amiral de la Royal Navy et député du Parlement du Royaume-Uni.
Il est Commander-in-Chief, Portsmouth entre mars et juin 1803.
Il est le père d'Alan Hyde Gardner et le grand-père d'Alan Gardner. Robert Barrie (en) est son neveu.